# اودمورتیا

جمهوری اودمورتیا در نقشهٔ روسیه.

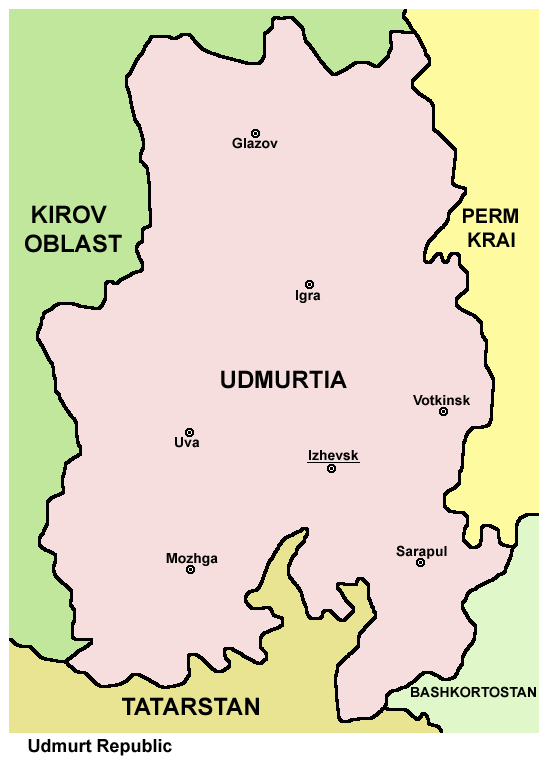

اودمورتیا (به روسی: Удму́ртская Pеспу́блика, Udmurtskaya Respublika) یکی از جمهوری‌های روسیه است. پایتخت آن ایژوسک و جمعیت آن ۱٬۵۲۱٬۴۲۰ نفر است (سال ۲۰۱۰).
بیش از ۱۰۰ قوم گوناگون در اودمورتیا ساکنند از جمله ۶۰٫۱% روس، ۲۹٫۳% اودمورت و ۷٫۰% تاتار.